# Klein Wittfeitzen
Klein Wittfeitzen ist ein Ortsteil der Gemeinde Waddeweitz im niedersächsischen Landkreis Lüchow-Dannenberg.
Das Dorf liegt zwei Kilometer nordwestlich von Waddeweitz.

## Geschichte
Für das Jahr 1848 wird angegeben, dass Klein Wittfeitzen zehn Wohngebäude hatte, in denen 53 Einwohner lebten. Zu der Zeit war der Ort nach Groß Wittfeitzen eingepfarrt, wo sich auch die Schule befand.
Am 1. Dezember 1910 hatte Klein Wittfeitzen 53 Einwohner und war eine eigenständige Gemeinde im Kreis Lüchow.